# 18708 Danielappel
18708 Danielappel è un asteroide della fascia principale. Scoperto nel 1998, presenta un'orbita caratterizzata da un semiasse maggiore pari a 3,0427518 UA e da un'eccentricità di 0,0601345, inclinata di 7,31033° rispetto all'eclittica.